# Уманский государственный педагогический университет имени Павла Тычины
Уманский государственный университет имени Павла Тычины (укр. Уманський державний педагогічний університет імені Павла Тичини) — высшее учебное заведение 4-го уровня аккредитации, расположенное в городе Умань. Основано в 1930 году.

## История
История учебного заведения начинается с августа 1930 года. Тогда он назывался Институтом социального воспитания и включал 4 факультета: технико-математический, социально-экономический, литературный, биологический. Обучение длилось три года. Первый его набор составил 120 студентов. Коллектив преподавателей состоял всего из 17 человек.
Одновременно при институте был открыт рабфак с дневным и вечерним отделением.
В 1933 г. состоялся первый выпуск учителей — 97 человек.
В 1933 г. Институт социального воспитания был реорганизован в педагогический институт с четырёхлетним сроком обучения. Изменились и факультеты, но опять четыре: исторический, литературный, математический, биологический.
В 1935 году в связи с острой потребностью в педагогических кадрах институт становится учительским и срок обучения сокращается до 2 лет на всего 2 факультетах — физико-математическом и естественно-географическом, а также вечернем отделение по подготовке учителей языка и литературы.
В ходе Великой Отечественной войны 21 июля 1941 года начались бои на подступах к городу, а с 1 августа 1941 года до 10 марта 1944 года город был оккупирован немецкими войсками.
В июне 1944 года Совнарком РСФСР издал постановление о возобновлении деятельности учебного заведения, и 15 июня 1944 г. институт возобновил свою работу в составе 2 отделений: физико-математического и естественно-географического.
В 1952 году Уманский учительский институт реорганизован в Уманский государственный педагогический институт. 1960-й стал годом рождения факультета педагогики и методики начального образования.
В 1967 году постановлением Совета Министров СССР от 23 сентября, за многолетний творческий труд и в связи с увековечением памяти Павла Тычины институту присвоено его имя.
С 1976 года институт начал подготовку учителей общетехнических дисциплин и труда.
В сентябре 1980 г. институт отпраздновал своё 50-летие. В то время в институте обучалось свыше 2,5 тыс. студентов.
В 1992 г. основан дошкольный факультет, в 1994 — филологический. В 1994 г. открыт экономический факультет на коммерческой основе.
В 1993 г. была открыта аспирантура по следующим специальностям: история Украины; теория и история педагогики; теория и история религий, свободомыслия и атеизма; философия политики.
В этот же период началось строительство нового корпуса института.
В марте 1995 года Верховная Рада Украины внесла институт в перечень предприятий, учреждений и организаций, приватизация которых запрещена в связи с их общегосударственным значением.
В 1998 году постановлением Кабинета Министров Украины от 4 марта институт был реорганизован в Уманский государственный педагогический университет имени Павла Тычины.
По всем специальностям велась подготовка магистров, действовал экстернат, функционировала аспирантура. Контингент студентов составлял 4392 человека.
В 1998 г. создан факультет довузовской подготовки.
В 2010—2011 уч.г. начал функционировать духовой оркестр, в состав которого вошли студенты всех факультетов, возобновив добрую традицию учебного заведения.
С 2011—2012 уч.г. университет начал подготовку иностранных граждан.
С 2011—2012 учебного года осуществляется военная подготовка офицеров запаса.

## Институты и факультеты
- Институт развития ребёнка (факультеты: дошкольного образования, начального образования, художественно-педагогический);

Институт социального и экономического образования (факультеты: социального и психологического образования, физического воспитания, экономический);
- Институт естественно-математического и технологического образования (факультеты: физико-математический, естественно-географический, технолого-педагогический);
- Институт филологии и обществоведения (факультеты: украинской филологии, иностранной филологии, исторический).

## Почётные доктора и выпускники
- Александр Крикун — выпускник педагогического ф-та, бронзовый призёр Олимпиады 1996 г. в Атланте, участник Олимпийских игр в Сиднее, член Национального олимпийского комитета Украины, председатель комиссии атлетов.
- Бодров Юрий Иванович — Уманский городской голова.
- Марина Павленко — член Национального Союза писателей Украины.

## Награды и репутация
- 2006 г. — Почётная Грамота Кабинета Министров Украины;
- 2008 г. — международная выставка «Современное образование в Украине — 2008» (лауреат в номинации «Внедрение достижений педагогической науки в образовательную практику», почётное звание «Лидер современного образования»)
- 2008 — 2009 гг. — Рейтинг высших учебных заведений Украины III—IV уровней аккредитации (159 место),
- 2011 г. — Рейтинг университетов МОН молодежи и спорта Украины среди педагогических, гуманитарных, физического образования и спорта учебных заведений (4 место),
- 2011 г. — Рейтинг Юнеско «Топ 200 Украина» (142 место),
- 2011 г. — Рейтинг «Вебометрикс» (54 место), Международный Академический рейтинг популярности и качества «Золотая фортуна» (Серебряная медаль в номинации «За весомый вклад в дело подготовки квалифицированных педагогических кадров для народного образования Украины» и орден «За патриотизм» II степени). Международная выставка «Современные учебные заведения — 2011» (Серебряная медаль в номинации «Внедрение системы компетенций как основы подготовки конкурентоспособных специалистов в высшей школе»); XIX Международная специализированная выставка «Образование и карьера — 2011» (Гран-при «Лидер национального образования», а также Серебряная медаль в номинации «Компетентный подход в образовательной деятельности высшей школы»); Третья Национальная выставка-презентация «Инноватика в современном образовании» (Золотая медаль в номинации «Инновации в использовании информационно-коммуникационных технологий в образовательном процессе») ХХ Международная специализированная выставка «Образование и карьера — 2011» (ноябрь 2011) (Золотая медаль в номинации «Профориентационная работа среди молодежи»).
- ХХ Международная выставка «Образование и карьера — 2012» (Гран-при, почётное звание «Лидер национального образования»). Почётной Грамотой Кабинета Министров Украины за весомые успехи в подготовке педагогических кадров.